# I Love to Singa
I Love to Singa ist ein US-amerikanischer Zeichentrickfilm von Tex Avery aus dem Jahre 1936. Er erzählt von einer jungen Eule namens Owl Jolson, die sich gegen den Willen des Vaters durchsetzt und Jazzsänger wird. Der im Vitaphone-Verfahren erzeugte, achtminütige Kurzfilm gehört zu den Merrie Melodies, einer der beiden Filmreihen der Looney Tunes. Er wurde am 18. Juli 1936 veröffentlicht.

## Handlung
Professor Fritz Owl, eine Eule, ist Musiklehrer. Er unterrichtet Gesang, Klavier und Geige, aber, worauf er auf einem Schild vor seinem Haus ausdrücklich hinweist, nicht in der Stilrichtung Jazz. Er hat vierfachen Nachwuchs bekommen, und die frischgeschlüpften Küken stellen auch gleich ihr musikalisches Talent unter Beweis. Die drei ersten präsentieren sich als Sänger, Geiger und Flötist im klassischen Stil, was der Vater wohlwollend mit „ein Caruso“, „ein Fritz Kreisler“ und „ein Mendelssohn“ kommentiert. Das vierte Küken hingegen beginnt, ein Jazzlied namens I Love to Singa anzustimmen. Der Vater unterbricht ihn zornig mit den Worten „ein Crooner“ und gibt der zunächst in Ohnmacht gefallenen Mutter auch gleich den weiteren Weg vor: wenn der Kleine unbedingt singen wolle, dann nur auf die Weise, die seine Eltern festlegen. Die Mutter beginnt, ihm eine traditionelle Gesangsausbildung zu erteilen, und lehrt ihn das Volkslied Drink to Me Only with Thine Eyes. Der Kleine bekommt das unwillig und auch mehr schlecht als recht hin, nutzt aber jede sich ihm bietende Gelegenheit, sein Jazzlied dazwischenzuschieben. Der Vater, der dies mitbekommt, wirft ihn daraufhin aus dem Haus. Die Mutter erachtet die Reaktion des Vaters als überzogen, was dieser dann auch einsieht. Die Polizei wird eingeschaltet, um den Jungen zu suchen, jedoch ohne Erfolg.
Dieser sieht den Hinauswurf weniger dramatisch, kann er doch nun seinen musikalischen Neigungen unbehelligt nachgehen, und so zieht er tänzelnd, singend und pfeifend von dannen. Alsbald gelangt er an eine Radiostation. Dort findet gerade ein Vorsingen für einen Talentwettbewerb statt, und er reiht sich in die Schlange der Wartenden ein. Der Juror, ein Hase, ist mit dem, was ihm von den Bewerbern vorgetragen wird, nicht sonderlich zufrieden. Schon nach jeweils wenigen Takten befördert er einen nach dem anderen durch eine Falltür wieder aus dem Studio hinaus. Erst als die kleine Eule, die sich mit einer Visitenkarte nun als Owl Jolson vorstellt, mit seinem Lied beginnt, ist er begeistert. Ein Strahlen geht über sein Gesicht und er stellt auch gleich den Siegerpokal des Wettbewerbs auf seinen Tisch.
Die Euleneltern haben den Auftritt ihres Jungen im Radio mitbekommen. Sie eilen, mit den drei anderen Jungen im Schlepptau, zur Sendestation und treffen dort ein, noch während ihr Junge am Singen ist. Dieser sieht seine Eltern durch eine Glasscheibe zuschauen, unterbricht sein Lied und setzt stattdessen mit demjenigen fort, welches ihm die Mutter beigebracht hatte. Der Hase ist davon nicht angetan: er stellt den Pokal sogleich wieder weg und will bereits zu dem Gong greifen, der stets dem Öffnen der Falltür vorangeht. Gerade noch rechtzeitig stürmt die Eulenfamilie in den Aufnahmeraum. Der Vater sieht nun ein, dass Jazz das Richtige für seinen Jungen ist und bittet ihn, sein Lieblingslied wieder aufzunehmen. Dieser kommt dem Wunsch des Vaters nach, der Rest der Familie stimmt in I Love to Singa ein, und schließlich wird auch noch der Siegerpokal überreicht.

## Sprecher und Zeichner
Die Rolle von Owl Jolson teilen sich Tommy Bond (Sprache) und Johnnie Davis (Gesang). Vater (Billy Bletcher) und Mutter Eule (Martha Wentworth) sprechen ihr Englisch mit klar erkennbarem deutschem Akzent und jiddischem Einschlag. Einen, im Verhältnis zu den anderen gescheiterten Teilnehmern des Wettbewerbs, deutlich längeren Auftritt hat ein blauer Vogel (abweichend von der zeichnerischen Darstellung als Grashüpfer bezeichnet), der stotternd versucht, die ersten Zeilen des englischen Kinderreimes Simple Simon zum Besten zu geben, schließlich aufgibt und daraufhin eigenhändig den Gong betätigt und an der Schnur zieht, die die Falltür unter seinen Füßen öffnet. Gesprochen wird er von Joe Dougherty, der ursprünglichen Stimme des ebenfalls stotternden Schweinchen Dick.
Für die Animation zeichneten Charles Jones und Virgil Ross verantwortlich.

## Beziehung zu Al Jolson
Der Künstlername der Eule, Owl Jolson, wurde in deutlicher Anlehnung an einen in der Entstehungszeit des Filmes bekannten Jazzsängers mit Namen Al Jolson gestaltet. Dieser hatte in seiner Jugend ebenfalls Schwierigkeiten, seine musikalischen Vorstellungen gegen seinen Vater, einen Chasan, durchzusetzen. Filmisch umgesetzt wurde diese Konstellation in dem Spielfilm Der Jazzsänger von 1927, in dem Al Jolson die Hauptrolle spielte. Auch das titelgebende Lied I Love to Singa, geschrieben von Harold Arlen und E. Y. Harburg, hat einen Bezug zu Al Jolson: er gibt es in dem Spielfilm The Singing Kid, ebenfalls von 1936, im Duett mit Cab Calloway zum Besten. Im Laufe des Filmes wird das Lied noch zwei weitere Male kurz angespielt. In jener Zeit war es durchaus üblich, dass Schlesinger in den von ihm für die Warner Brothers produzierten Trickfilmen auch Anleihen aus anderen Filmen der Firma übernahm.

## Hintergründe
Die Radio-Show, in der die kleine Eule auftritt, ist von der Art her Major Bowes' Amateur Hour, die zwischen 1934 und 1952 ausgestrahlt wurde, nachempfunden. Deren ursprünglicher Moderator, Edward Bowes, war für seine Ungeduld bekannt. So pflegte er Darsteller, die seiner Meinung nach untalentiert waren, abrupt mit einem Gong oder einer Glocke zu unterbrechen. Bowes wird im Text des Liedes auch explizit erwähnt. Der Name des Hasen, der als Juror fungiert, lautet Jack Bunny, eine Anspielung auf Jack Benny, ebenfalls Moderator einer Radioshow.
In der ersten Folge der ersten Staffel der Zeichentrickserie South Park mit dem Titel Cartman und die Analsonde wird der Charakter Cartman von dem Strahl eines außerirdischen Raumschiffes getroffen. Er beginnt daraufhin, wie Owl Jolson zu singen.
Im Spielfilm Looney Tunes: Back in Action von 2003 werden mehrfach kurze Ausschnitte des Filmes gezeigt. Dies geschieht in Form einer Störung, die eintritt, wenn der Charakter Mr. Chairman versucht, über Telekommunikation mit seinen Gehilfen Kontakt aufzunehmen.